# Клуж-Напока
Клуж-Напока, или само Клуж (рум. Cluj-Napoca, или Cluj; мађ. Kolozsvár — Коложвар) град је у Румунији. Он се налази у средишњем делу земље, у историјској покрајини Трансилванија, чији је највећи град. Има површину од 179,5 km² и 310.000 становника (попис 2007). До 1974. град се звао само Клуж (рум. Cluj). Клуж-Напока је управно средиште истоименог округа Клуж.
Клуж-Напока се простире се на 179,5 km² и према последњим проценама из 2007. године у граду је живело 310.000 становника, што га после Букурешта чини другим градом по величини у држави.
Клуж је готово подједнако удаљен од Букурешта (426 km), Будимпеште (397 km) и Београда (455 km).

## Географија
Град Клуж-Напока је град у северној половини данашње Румуније. Град се развио у северозападном делу Трансилваније према Марамурешу. Клуж-Напока се образован на месту где река Самош, која данас протиче кроз његово језгро, излази из планинских крајева Бихора на западу, улази у средишњу, долинску Трансилванију, при чему мења смер и скреће ка северу. Јужно од града налази се благо развође од такође блиског Мориша, што даје Клужу изузетно повољан стратешко-саобраћајни положај и што је допринело развоју града у један од највећих градова данашње Румуније.

## Историја
У време римског цара Трајана и рата против Дачана, Римљани су доградили дачко утврђење Напока (лат. Napoca) тако да им служи као логор легије. Око логора је убрзо никло мање насеље. У време цара Хадријана (117—138) место се звало Municipium Aelium Hadrianum Napoca. У 3. веку Напока је неко време била главни град римске провинције. Ову тврђаву су заузели и уништили варвари 250.
Град Колошвар (мађ. Kolozsvár) је настао као насеље немачких досељеника Саса и Мађара у 13. веку на обалама реке Самош. Краљ Жигмунд га је учинио слободним градом, у којем се 1409. године кују новци. У Клужу је 1443. године рођен и потом одрастао Матија Корвин, угарски краљ. Јанош Хуњади се са породицом преселио 1443. године из Колошвара, у Темишвар, где је подигао тврђаву. Дана 28. јуна 1607. године у Клужу је краљ Сигисмунд (Жигмунд) издао даровницу, по којој српском православном владици Сави даје неке читаве "миљкове" тј. четири места у Арадској жупанији. Од 1790. до 1848. и од 1861. до 1867. године Клуж је био престоница Великог војводства Трансилваније у Хабзбуршкој монархији. Војводство Ердељ је имало средиште у Колошвару (1827), у којем је био гувернер. Клуж је 1852. године био седиште земаљског суда "Велике Војводине Ердељске". После Аустроугарске нагодбе из 1867, Трансилванија је постала део Угарске. Већи део Немаца се стопио са Мађарима у 17. и раном 18. веку. Разлог је била хомогенизација становништва у време реформације и удаљеност од других немачких територија.
У граду Колошвару је 1867. године било активно Друштво Ердељског музеја на челу са председником грофом Миком, које је сарађивало са Српским ученим друштвом. Друштво је водило бригу и опскрбу тог мађарског народног музеја Ердеља. Оснивач музеја био је мађарски патриота Самуило Кемин (умро 1861). Ту се 1873. године налазило Народно позориште Колошвар, са 61 чланом ансамбла. То није било случајно, јер су ту управо почеци мађарског позоришног живота. У Колошвару око 1780. године, дилетанти су извели прву представу на мађарском језику у кући грофа Ђерђа Банфија.
Године 1839. један претплатник Павловићевог "Српског листа" јавља се из Колошвара. Помиње се 1855. године у граду једна самостална "правдословна академија". У Клужу је у другој половини 19. века било ученика Срба који су се у том градићу школовали. Од 1862. године отворена је ту правна академија. Организовали су се као "Српска академска омладина" у Клужу. Послали су 1902. године писмо болесном песнику Јовану Јовановићу Змају. Године 1903. у Клужу је промовисан за доктора права Никола Милутиновић из Панчева. Један дописник - "Србин ученик" из Клужа описујући у зиму 1903. године то место, примећује: "Срба има мало".
Након Првог светског рата, 4. јуна 1920, област Трансилваније припала је Румунији. Од 1940. до 1944/45. северна Трансилванија, са Клужом, била је поново у саставу Мађарске. И данас је град културни центар Мађара у Румунији, који су до 1974. били релативна већина становништва.
Николае Чаушеску је 1974. румунском имену Клуж из идеолошких разлога додао римско име Напока, да би нагласио континуитет дачко-румунске културе. У свакодневном животу се и даље чешће користи краћи назив - Клуж (рум. Cluj).
Од пада комунизма Клуж је и поред бројних тешкоћа постао један од градова у држави са најбржим развојем. Протеклих година град је постао и туристички познат захваљујући очуваном језгру и бројним велелепним грађевинама.

## Становништво
| 1912.  | 1930.   | 1948.   | 1956.   | 1966.   | 1977.   | 1992.   | 2002.   | 2011.   | 2021.   |
| ------ | ------- | ------- | ------- | ------- | ------- | ------- | ------- | ------- | ------- |
| 60.808 | 100.844 | 117.915 | 154.723 | 185.663 | 262.858 | 328.602 | 317.953 | 324.576 | 286.598 |

Према попису из 2021. на територији града Клуж-Напока живело је 286.598 становника што је мање за 37.978 (-11,70%) у односу на претходни попис из 2011. на ком је било 324.576 становника.
Град Клуж је током свог постојања био град са више народности и вера. И поред тога током 20. века национална и верска структура у граду је знатно промењена. Дотад мађарски град добио је румунски карактер, нарочито последњих деценија. Некада бројни Немци данас су малобројни, а јеврејска заједница је потпуно уништена. Са друге стране ромско становништво јавило се у граду захваљујући досељавању из околних села и варошица.
Према последњем попису становништва из 2021. године, већинско становништво чинили су Румуни (71,28%). Од мањина највише је било је Мађара (11,72%).
| Етнички састав према попису из 2021.‍ | Етнички састав према попису из 2021.‍ | Етнички састав према попису из 2021.‍ | Етнички састав према попису из 2021.‍ | Етнички састав према попису из 2021.‍ |
| ------------------------------------ | ------------------------------------ | ------------------------------------ | ------------------------------------ | ------------------------------------ |
|                                      |                                      |                                      |                                      |                                      |
| Румуни                               | Румуни                               |                                      | 204.297                              | 71,28%                               |
| Мађари                               | Мађари                               |                                      | 33.603                               | 11,72%                               |
| Роми                                 | Роми                                 |                                      | 1.758                                | 0,61%                                |
| Немци                                | Немци                                |                                      | 433                                  | 0,15%                                |
| Украјинци                            | Украјинци                            |                                      | 157                                  | 0,05%                                |
| Јевреји                              | Јевреји                              |                                      | 106                                  | 0,04%                                |
| Италијани                            | Италијани                            |                                      | 104                                  | 0,04%                                |
| Остали                               | Остали                               |                                      | 1.104                                | 0,39%                                |
| Непознато                            | Непознато                            |                                      | 45.036                               | 15,71%                               |

Већина религиозног становништва припада Румунској православној цркви.

## Образовање
Град има 6 државних универзитета, од који је најпознатији Универзитет Бабеш — Бољај. На њему се настава изводи на румунском, мађарском и немачком језику.
Државни универзитети у граду су:
- Универзитет „Бабеш — Бољај”
- Универзитет медицине и фармације „Јулију Хацијегану”
- Универзитет технике
- Универзитет пољопривредних наука и ветеринарске медицине
- Музичка академија „Георге Дима”
- Универзитет уметности и дизајна

## Партнерски градови
- Печуј
- Биршеба
- Каракас
- Дижон
- Макати
- Нант
- Парма
- Ротерам
- Сувон
- Загреб
- Џенгџоу
- Сао Пауло
- Келн
- Атина
- Јези
- Коламбија
- Корча
- Валдивија

## Галерија
- Клуж-Напока ноћу.
- Клуж-Напока - једна од главних раскрсница у градском језгру.
- Раскрсница испред градске куће.
- Градска кућа.
- Градска палата правде.
- Палата „Њујорк“.
- Градска синагога.
- Атмосфера на Тргу Уједињења (Unirii).
- Градско позориште.
- Биста Александра Јоана Кузе.
- Ентеријер римокатоличке цркве светог Михаила.